# Ếch trần kiên
Ếch trần kiên (Odorrana trankieni) là một loài ếch trong họ Ranidae. Nó là loài đặc hữu của Việt Nam.
Môi trường sống tự nhiên của giống ếch này là rừng mây ẩm nhiệt đới và cận nhiệt đới và các sông. Tình trạng bảo tồn của nó hiện chưa đầy đủ thông tin.
Tên của loài ếch này được đặt theo tên của Trần Kiên, nhà nghiên cứu động vật lưỡng cư của Việt Nam.